# Tour de France 2013 – 20. etap
20. etap kolarskiego wyścigu Tour de France 2013 odbył się 20 lipca. Start etapu miał miejsce w miejscowości Annecy, zaś meta na szczycie Semonz nieopodal Annecy. Etap liczył 125 kilometrów.
Zwycięzcą etapu został Nairo Quintana. Drugie miejsce zajął Joaquim Rodríguez Oliver, a trzecie Chris Froome.

## Premie
| Rodzaj | Rodzaj            | Miejscowość / Miejsce  | Kilometry (od startu) | Kilometry (do mety) |
| ------ | ----------------- | ---------------------- | --------------------- | ------------------- |
|        | Górska (II kat.)  | Côte du Puget          | 12,5                  | 112,5               |
|        | Górska (III kat.) | Col de Leschaux        | 17,5                  | 107,5               |
|        | Lotna             | Le Châtelard           | 33,5                  | 91,5                |
|        | Górska (III kat.) | Côte d'Aillon-le-Vieux | 43,0                  | 82,0                |
|        | Górska (III kat.) | Col des Prés (1 142 m) | 51,0                  | 74,0                |
|        | Górska (I kat.)   | Mont Revard            | 78,5                  | 46,5                |
|        | Górska (HC)       | Annecy-Semnoz          | 125,0                 | 0,0                 |

### Wyniki na premiach
| Górska – Côte du Puget | Górska – Côte du Puget       | Górska – Côte du Puget | Górska – Côte du Puget | Górska – Côte du Puget |
| Msc.                   | Zawodnik                     | Zespół                 | Punkty                 |                        |
| ---------------------- | ---------------------------- | ---------------------- | ---------------------- | ---------------------- |
| 1.                     | Pierre Rolland               | EUC                    | 5                      |                        |
| 2.                     | Juan Antonio Flecha Giannoni | VCD                    | 3                      |                        |
| 3.                     | Jens Voigt                   | RTL                    | 2                      |                        |
| 4.                     | Marcus Burghardt             | BMC                    | 1                      |                        |

| Górska – Col de Leschaux | Górska – Col de Leschaux | Górska – Col de Leschaux | Górska – Col de Leschaux | Górska – Col de Leschaux |
| Msc.                     | Zawodnik                 | Zespół                   | Punkty                   |                          |
| ------------------------ | ------------------------ | ------------------------ | ------------------------ | ------------------------ |
| 1.                       | Igor Antón               | EUS                      | 2                        |                          |
| 2.                       | Pierre Rolland           | EUC                      | 1                        |                          |

| Lotna – Le Châtelard | Lotna – Le Châtelard         | Lotna – Le Châtelard | Lotna – Le Châtelard | Lotna – Le Châtelard |
| Msc.                 | Zawodnik                     | Zespół               | Punkty               |                      |
| -------------------- | ---------------------------- | -------------------- | -------------------- | -------------------- |
| 1.                   | Juan Antonio Flecha Giannoni | VCD                  | 20                   |                      |
| 2.                   | Christophe Riblon            | A2R                  | 17                   |                      |
| 3.                   | Cyril Gautier                | EUC                  | 15                   |                      |
| 4.                   | Marcus Burghardt             | BMC                  | 13                   |                      |
| 5.                   | Simon Clarke                 | OGE                  | 11                   |                      |
| 6.                   | Jens Voigt                   | RTL                  | 10                   |                      |
| 7.                   | Igor Antón                   | EUS                  | 9                    |                      |
| 8.                   | Mikel Astarloza              | EUS                  | 8                    |                      |
| 9.                   | Pawieł Brutt                 | KAT                  | 7                    |                      |
| 10.                  | Pierre Rolland               | EUC                  | 6                    |                      |
| 11.                  | André Greipel                | LTB                  | 5                    |                      |
| 12.                  | Mark Cavendish               | OPQ                  | 4                    |                      |
| 13.                  | Peter Sagan                  | CAN                  | 3                    |                      |
| 14.                  | Fabio Sabatini               | CAN                  | 2                    |                      |
| 15.                  | José Joaquín Rojas Gil       | MOV                  | 1                    |                      |

| Górska – Côte d'Aillon-le-Vieux | Górska – Côte d'Aillon-le-Vieux | Górska – Côte d'Aillon-le-Vieux | Górska – Côte d'Aillon-le-Vieux | Górska – Côte d'Aillon-le-Vieux |
| Msc.                            | Zawodnik                        | Zespół                          | Punkty                          |                                 |
| ------------------------------- | ------------------------------- | ------------------------------- | ------------------------------- | ------------------------------- |
| 1.                              | Pierre Rolland                  | EUC                             | 2                               |                                 |
| 2.                              | Christophe Riblon               | A2R                             | 1                               |                                 |

| Górska – Col des Prés (1 142 m) | Górska – Col des Prés (1 142 m) | Górska – Col des Prés (1 142 m) | Górska – Col des Prés (1 142 m) | Górska – Col des Prés (1 142 m) |
| Msc.                            | Zawodnik                        | Zespół                          | Punkty                          |                                 |
| ------------------------------- | ------------------------------- | ------------------------------- | ------------------------------- | ------------------------------- |
| 1.                              | Pierre Rolland                  | EUC                             | 2                               |                                 |
| 2.                              | Igor Antón                      | EUS                             | 1                               |                                 |

| Górska – Mont Revard | Górska – Mont Revard | Górska – Mont Revard | Górska – Mont Revard | Górska – Mont Revard |
| Msc.                 | Zawodnik             | Zespół               | Punkty               |                      |
| -------------------- | -------------------- | -------------------- | -------------------- | -------------------- |
| 1.                   | Jens Voigt           | RTL                  | 10                   |                      |
| 2.                   | Igor Antón           | EUS                  | 8                    |                      |
| 3.                   | Pierre Rolland       | EUC                  | 6                    |                      |
| 4.                   | Christophe Riblon    | A2R                  | 4                    |                      |
| 5.                   | Philippe Gilbert     | BMC                  | 2                    |                      |
| 6.                   | Tejay van Garderen   | BMC                  | 1                    |                      |

| Górska – Annecy-Semnoz | Górska – Annecy-Semnoz   | Górska – Annecy-Semnoz | Górska – Annecy-Semnoz | Górska – Annecy-Semnoz |
| Msc.                   | Zawodnik                 | Zespół                 | Punkty                 |                        |
| ---------------------- | ------------------------ | ---------------------- | ---------------------- | ---------------------- |
| 1.                     | Nairo Quintana           | MOV                    | 50                     |                        |
| 2.                     | Joaquim Rodríguez Oliver | KAT                    | 40                     |                        |
| 3.                     | Chris Froome             | SKY                    | 32                     |                        |
| 4.                     | Alejandro Valverde       | MOV                    | 28                     |                        |
| 5.                     | Richie Porte             | SKY                    | 24                     |                        |
| 6.                     | Andrew Talansky          | GRS                    | 20                     |                        |
| 7.                     | Alberto Contador         | TST                    | 16                     |                        |
| 8.                     | John Gadret              | A2R                    | 12                     |                        |
| 9.                     | Jesús Hernández Blázquez | TST                    | 8                      |                        |
| 10.                    | Roman Kreuziger          | TST                    | 4                      |                        |

## Wyniki etapu
| Msc. | Zawodnik                 | Państwo           | Zespół                     | Czas       | Punkty |
| ---- | ------------------------ | ----------------- | -------------------------- | ---------- | ------ |
| 1.   | Nairo Quintana           | Kolumbia          | Movistar Team              | 3h 39' 04" | 20     |
| 2.   | Joaquim Rodríguez Oliver | Hiszpania         | Katusha Team               | + 18”      | 17     |
| 3.   | Chris Froome             | Wielka Brytania   | Sky Procycling             | + 29”      | 15     |
| 4.   | Alejandro Valverde       | Hiszpania         | Movistar Team              | + 1' 42"   | 13     |
| 5.   | Richie Porte             | Australia         | Sky Procycling             | + 2' 17"   | 11     |
| 6.   | Andrew Talansky          | Stany Zjednoczone | Garmin-Sharp               | + 2' 27"   | 10     |
| 7.   | Alberto Contador         | Hiszpania         | Team Saxo-Tinkoff          | + 2' 28”   | 9      |
| 8.   | John Gadret              | Francja           | Ag2r-La Mondiale           | + 2' 48”   | 8      |
| 9.   | Jesús Hernández Blázquez | Hiszpania         | Team Saxo-Tinkoff          | + 2' 55”   | 7      |
| 10.  | Roman Kreuziger          | Czechy            | Team Saxo-Tinkoff          | + 2' 55”   | 6      |
| 11.  | Romain Bardet            | Francja           | Ag2r-La Mondiale           | + 3' 01"   | 5      |
| 12.  | Christophe Riblon        | Francja           | Ag2r-La Mondiale           | + 3' 22"   | 4      |
| 13.  | Mikel Nieve Iturralde    | Hiszpania         | Euskaltel-Euskadi          | + 3' 24"   | 3      |
| 14.  | Daniel Moreno Fernandez  | Hiszpania         | Katusha Team               | + 3' 24"   | 2      |
| 15.  | Jan Bakelants            | Belgia            | RadioShack-Leopard         | + 3' 51"   | 1      |
| 16.  | Bauke Mollema            | Holandia          | Belkin Pro Cycling         | + 3' 56”   | —      |
| 17.  | Jakob Fuglsang           | Dania             | Astana Pro Team            | + 3' 56"   | —      |
| 18.  | Michał Kwiatkowski       | Polska            | Omega Pharma-Quick Step    | + 4' 03"   | —      |
| 19.  | Daniel Navarro           | Hiszpania         | Cofidis, Solutions Crédits | + 4' 31"   | —      |
| 20.  | Alexis Vuillermoz        | Francja           | Sojasun                    | + 4' 36"   | —      |
| 21.  | Andy Schleck             | Luksemburg        | RadioShack-Leopard         | + 4' 50"   | —      |
| 22.  | Maxime Monfort           | Belgia            | RadioShack-Leopard         | + 4' 50"   | —      |
| 23.  | Wout Poels               | Holandia          | Vacansoleil-DCM            | + 5' 33"   | —      |
| 24.  | José Rodolfo Serpa Pérez | Kolumbia          | Lampre-Merida              | + 5' 40"   | —      |
| 25.  | Nicolas Roche            | Irlandia          | Team Saxo-Tinkoff          | + 5' 58"   | —      |
| 26.  | Arnold Jeannesson        | Francja           | FDJ.fr                     | + 6' 11"   | —      |
| 27.  | Luis Ángel Maté Mardones | Hiszpania         | Cofidis, Solutions Crédits | + 6' 33"   | —      |
| 28.  | Lars Petter Nordhaug     | Norwegia          | Belkin Pro Cycling         | + 6' 42"   | —      |
| 29.  | Laurens ten Dam          | Holandia          | Belkin Pro Cycling         | + 6' 42"   | —      |
| 30.  | Igor Antón               | Hiszpania         | Euskaltel-Euskadi          | + 6' 42"   | —      |

## Klasyfikacje po etapie

### Klasyfikacja generalna
| Msc. | Zawodnik                 | Państwo           | Zespół                     | Czas        |
| ---- | ------------------------ | ----------------- | -------------------------- | ----------- |
|      | Chris Froome             | Wielka Brytania   | Sky Procycling             | 80h 49' 33" |
| 2.   | Nairo Quintana           | Kolumbia          | Movistar Team              | + 5' 03"    |
| 3.   | Joaquim Rodríguez Oliver | Hiszpania         | Katusha Team               | + 5' 47"    |
| 4.   | Alberto Contador         | Hiszpania         | Team Saxo-Tinkoff          | + 7' 10"    |
| 5.   | Roman Kreuziger          | Czechy            | Team Saxo-Tinkoff          | + 8' 10"    |
| 6.   | Bauke Mollema            | Holandia          | Belkin Pro Cycling         | + 12' 25"   |
| 7.   | Jakob Fuglsang           | Dania             | Astana Pro Team            | + 13' 00"   |
| 8.   | Alejandro Valverde       | Hiszpania         | Movistar Team              | + 16' 09"   |
| 9.   | Daniel Navarro           | Hiszpania         | Cofidis, Solutions Crédits | + 16' 35"   |
| 10.  | Andrew Talansky          | Stany Zjednoczone | Garmin-Sharp               | + 18' 22"   |
| 11.  | Michał Kwiatkowski       | Polska            | Omega Pharma-Quick Step    | + 19' 42"   |
| 12.  | Mikel Nieve Iturralde    | Hiszpania         | Euskaltel-Euskadi          | + 20' 44"   |
| 13.  | Laurens ten Dam          | Holandia          | Belkin Pro Cycling         | + 22' 22"   |
| 14.  | Maxime Monfort           | Belgia            | RadioShack-Leopard         | + 24' 21"   |
| 15.  | Romain Bardet            | Francja           | Ag2r-La Mondiale           | + 27' 25"   |
| 16.  | Michael Rogers           | Australia         | Team Saxo-Tinkoff          | + 27' 34"   |
| 17.  | Daniel Moreno Fernandez  | Hiszpania         | Katusha Team               | + 33' 17"   |
| 18.  | Jan Bakelants            | Belgia            | RadioShack-Leopard         | + 36' 34"   |
| 19.  | Richie Porte             | Australia         | Sky Procycling             | + 39' 41"   |
| 20.  | Andy Schleck             | Luksemburg        | RadioShack-Leopard         | + 42' 29"   |

### Klasyfikacja punktowa
| Msc. | Zawodnik                     | Państwo           | Zespół                  | Punkty |
| ---- | ---------------------------- | ----------------- | ----------------------- | ------ |
|      | Peter Sagan                  | Słowacja          | Cannondale              | 383    |
| 2.   | Mark Cavendish               | Wielka Brytania   | Omega Pharma-Quick Step | 282    |
| 3.   | André Greipel                | Niemcy            | Lotto-Belisol           | 232    |
| 4.   | Marcel Kittel                | Niemcy            | Team Argos-Shimano      | 177    |
| 5.   | Alexander Kristoff           | Norwegia          | Katusha Team            | 157    |
| 6.   | José Joaquín Rojas Gil       | Hiszpania         | Movistar Team           | 156    |
| 7.   | Juan Antonio Flecha Giannoni | Hiszpania         | Vacansoleil-DCM         | 143    |
| 8.   | Michał Kwiatkowski           | Polska            | Omega Pharma-Quick Step | 110    |
| 9.   | Chris Froome                 | Wielka Brytania   | Sky Procycling          | 107    |
| 10.  | Christophe Riblon            | Francja           | Ag2r-La Mondiale        | 104    |
| 11.  | Daryl Impey                  | Południowa Afryka | Orica GreenEDGE         | 91     |
| 12.  | Sylvain Chavanel             | Francja           | Omega Pharma-Quick Step | 87     |
| 13.  | Jan Bakelants                | Belgia            | RadioShack-Leopard      | 84     |
| 14.  | Thomas De Gendt              | Belgia            | Vacansoleil-DCM         | 84     |
| 15.  | Alberto Contador             | Hiszpania         | Team Saxo-Tinkoff       | 76     |

### Klasyfikacja górska
| Msc. | Zawodnik                 | Państwo           | Zespół             | Punkty |
| ---- | ------------------------ | ----------------- | ------------------ | ------ |
|      | Nairo Quintana           | Kolumbia          | Movistar Team      | 147    |
| 2.   | Chris Froome             | Wielka Brytania   | Sky Procycling     | 136    |
| 3.   | Pierre Rolland           | Francja           | Team Europcar      | 119    |
| 4.   | Joaquim Rodríguez Oliver | Hiszpania         | Katusha Team       | 99     |
| 5.   | Christophe Riblon        | Francja           | Ag2r-La Mondiale   | 98     |
| 6.   | Mikel Nieve Iturralde    | Hiszpania         | Euskaltel-Euskadi  | 98     |
| 7.   | Moreno Moser             | Włochy            | Cannondale         | 72     |
| 8.   | Richie Porte             | Australia         | Sky Procycling     | 72     |
| 9.   | Ryder Hesjedal           | Kanada            | Garmin-Sharp       | 64     |
| 10.  | Tejay van Garderen       | Stany Zjednoczone | BMC Racing Team    | 63     |
| 11.  | Alejandro Valverde       | Hiszpania         | Movistar Team      | 62     |
| 12.  | Alberto Contador         | Hiszpania         | Team Saxo-Tinkoff  | 41     |
| 13.  | Jens Voigt               | Niemcy            | RadioShack-Leopard | 35     |
| 14.  | Jan Bakelants            | Belgia            | RadioShack-Leopard | 33     |
| 15.  | Roman Kreuziger          | Czechy            | Team Saxo-Tinkoff  | 32     |

### Klasyfikacja młodzieżowa
| Msc. | Zawodnik               | Państwo           | Zespół                     | Czas         |
| ---- | ---------------------- | ----------------- | -------------------------- | ------------ |
|      | Nairo Quintana         | Kolumbia          | Movistar Team              | 80h 54' 36"  |
| 2.   | Andrew Talansky        | Stany Zjednoczone | Garmin-Sharp               | + 13' 19"    |
| 3.   | Michał Kwiatkowski     | Polska            | Omega Pharma-Quick Step    | + 14' 39"    |
| 4.   | Romain Bardet          | Francja           | Ag2r-La Mondiale           | + 22' 22"    |
| 5.   | Tom Dumoulin           | Holandia          | Team Argos-Shimano         | + 1h 30' 10" |
| 6.   | Tejay van Garderen     | Stany Zjednoczone | BMC Racing Team            | + 1h 33' 29" |
| 7.   | Alexandre Geniez       | Francja           | FDJ.fr                     | + 1h 33' 46" |
| 8.   | Alexis Vuillermoz      | Francja           | Sojasun                    | + 1h 35' 45" |
| 9.   | Tony Gallopin          | Francja           | RadioShack-Leopard         | + 1h 58' 39" |
| 10.  | Arthur Vichot          | Francja           | FDJ.fr                     | + 2h 08' 35" |
| 11.  | Jon Izaguirre Insausti | Hiszpania         | Euskaltel-Euskadi          | + 2h 17' 12" |
| 12.  | Rudy Molard            | Francja           | Cofidis, Solutions Crédits | + 2h 21' 05" |
| 13.  | Peter Kennaugh         | Wielka Brytania   | Sky Procycling             | + 2h 28' 43" |
| 14.  | Peter Sagan            | Słowacja          | Cannondale                 | + 2h 34' 41" |
| 15.  | Anthony Delaplace      | Francja           | Sojasun                    | + 2h 39' 53" |

### Klasyfikacja drużynowa
| Msc. | Zespół                     | Państwo         | Czas         |
| ---- | -------------------------- | --------------- | ------------ |
|      | Team Saxo-Tinkoff          | Dania           | 241h 52' 05" |
| 2.   | Ag2r-La Mondiale           | Francja         | + 8' 30"     |
| 3.   | RadioShack-Leopard         | Luksemburg      | + 8' 52"     |
| 4.   | Movistar Team              | Hiszpania       | + 22' 45"    |
| 5.   | Belkin Pro Cycling         | Holandia        | + 38' 26"    |
| 6.   | Katusha Team               | Rosja           | + 1h 03' 48" |
| 7.   | Euskaltel-Euskadi          | Hiszpania       | + 1h 30' 40" |
| 8.   | Omega Pharma-Quick Step    | Belgia          | + 1h 50' 25" |
| 9.   | Sky Procycling             | Wielka Brytania | + 1h 54' 23" |
| 10.  | Cofidis, Solutions Crédits | Francja         | + 2h 07' 07" |